# 普拉森舍宫

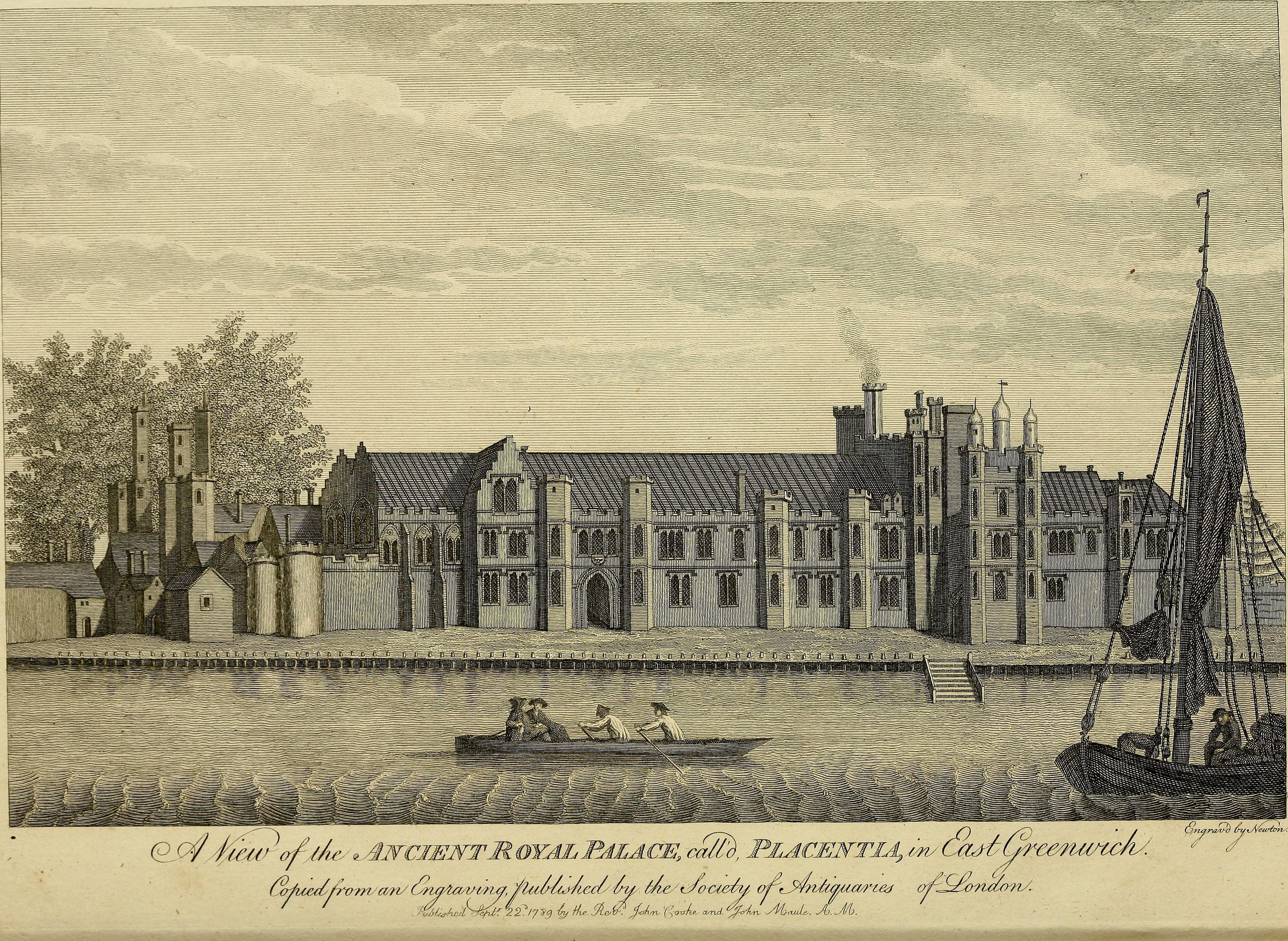
亨利七世于1500年左右重建后的普拉森舍宫

普拉森舍宫（Palace of Placentia），也被称为格林威治宫（Greenwich Palace），是一座已不存在的英国皇家宫殿，由格洛斯特公爵汉弗莱于1443年建造，作为王室的娱乐、休闲场所，位于泰晤士河南岸的格林威治。1500年左右，亨利七世对其进行大规模扩建。1600年代初期，王后宫建成，这部分建筑保留至今，但宫殿主建筑群在1660年被查理二世拆除，本拟在原址上重建新的建筑，但计划搁浅。将近四十年后，格林威治医院（今旧皇家海军学院）在此地建成。

## 历史

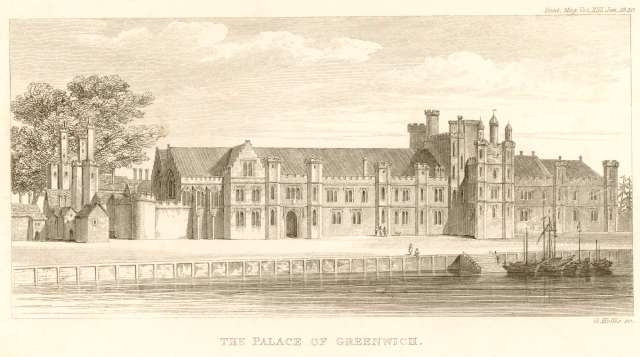
格林威治宫素描

汉弗莱在亨利六世未成年期间担任摄政王，并于1433年开始建造这座宫殿，名为贝拉宫（Bella Court）。1447年，汉弗莱失宠以叛国罪被捕，死于狱中 。瑪格麗特·德·安茹接管了贝拉宫，将其重新命名为普拉森舍宫（Palace of Placentia，偶尔也作Palace of Pleasaunce）。
1485年，爱德华四世将宫殿附近的土地和地产赠给小兄弟会（Observant Friars）建立修道院。未来的女王玛丽一世和伊丽莎白一世的洗礼仪式就在修道院的教堂中举办。然而，这些修道士在英格兰宗教改革期间遭到迫害，1559年被伊丽莎白一世驱逐。
亨利七世于1498年至1504年间重建了这座宫殿，在接下来的两个世纪里，它一直是英王的主要居所。亨利八世1491年在这里出生，玛丽一世、伊丽莎白一世也在这里出生。格林威治公園现在还有一棵倒下的树被称为伊丽莎白女王橡树（Queen Elizabeth's Oak），据说她小时候曾在这棵树上玩耍。1540年，亨利八世在这里和克莱沃的安娜结婚。
玛丽和伊丽莎白都在普拉森舍宫居住了数年。詹姆斯一世和查理一世时期，王后宫在宫殿的南边建成。普拉森舍宫则在英格蘭內戰期间遭到破坏，后曾作为饼干工厂和戰俘營使用。
1660年，查理二世决定重建宫殿，聘请约翰·韦伯为建筑师。但新建筑只完成了一小部分，而且也从未再用作皇家住所。宫殿的其余部分被拆除，直到1694年开始建造格林威治医院之前，土地一直处于闲置状态。

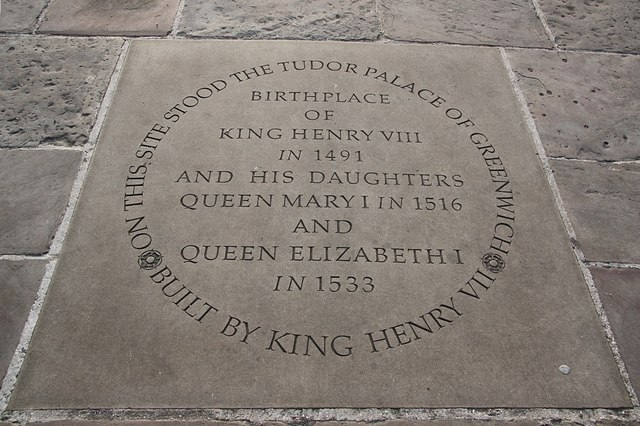
宫殿遗址上的纪念文字

## 建筑
格林威治宫属都铎式建筑，规模和设计与汉普顿宫相似。
宫殿俯瞰泰晤士河，可以停靠船只，原都铎时代码头的桩子今天仍然保留着。

## 扩展阅读
- Jennings, Charles. . London: Abacus. 2001. ISBN 0-349-11230-4.